# Frang Bardhi
Frang Bardhi (en latín: Franciscus Blancus, italiano: Francesco Bianchi) (Kallmet o Nënshat , 1606–1643) obispo y escritor albanés.
Nacido en el norte de Albania, su familia contaba con varios miembros en la Alta Jerarquía de la Iglesia católica y varios oficiales y comandantes de la República de Venecia. Su tío fue obispo en Sapa y Sarda donde él también fue elegido obispo en 1636 tras estudiar teología en Italia. 
Bardhi es el conocido autor del diccionario latín-albanés Dictionarium latino-epiroticum publicado en Roma en 1635. También escribió la biografía de  George Kastrioti Skanderbeg y propaganda en italiano y latín para la Congregación para la Evangelización de los Pueblos que contenía información sobre el desarrollo político, las costumbres albanesa y la posición de la Iglesia Católica durante la ocupación otomana en Albania. 